# Fire Live
Fire Live —en español: Fuego vivo—  es el nombre del segundo álbum en vivo del dúo Baby Rasta & Gringo. Fue lanzado el 25 de noviembre de 2003 bajo Universal Music Latino, Ilegal Life Records y B+G Productions.
El disco en vivo no cuenta con colaboraciones de otros artistas como en su primer disco en vivo pero cuenta con las interpretaciones en directo de todos los éxitos del dúo puertorriqueño desde 1994 hasta 2003.

## Lista de canciones
| N.º   | Título                                 | Duración |  |
| 1.    | «Intro (Live)»                         | 0:29     |  |
| 2.    | «Tengan cuidado (Live)»                | 3:12     |  |
| 3.    | «Muchos me quieren ver caer (Live)»    | 1:20     |  |
| 4.    | «Interlude (Live)»                     | 0:24     |  |
| 5.    | «Mi nena (Live)»                       | 5:21     |  |
| 6.    | «Matando puercos (Live)»               | 3:36     |  |
| 7.    | «Una fuerte explosión (Live)»          | 0:31     |  |
| 8.    | «Analize antes de tirarme (Live)»      | 0:21     |  |
| 9.    | «La fuerza y la maña (Live)»           | 0:59     |  |
| 10.   | «Busca un hombre con mi estilo (Live)» | 0:29     |  |
| 11.   | «Vine a matar, vine a cantar (Live)»   | 2:58     |  |
| 12.   | «Vamos pa' plaza (Live)»               | 1:53     |  |
| 13.   | «Blam! Blam! (Live)»                   | 0:24     |  |
| 14.   | «Cierra los ojos bien (Live)»          | 1:15     |  |
| 15.   | «Preparen sus armas (Live)»            | 1:33     |  |
| 16.   | «Somos leyenda (Live)»                 | 3:33     |  |
| 17.   | «Alerta, pendiente (Live)»             | 0:24     |  |
| 18.   | «No me provoques chica (Live)»         | 3:05     |  |
| 31:47 |                                        |          |  |